# ヤクルト野球アカデミー

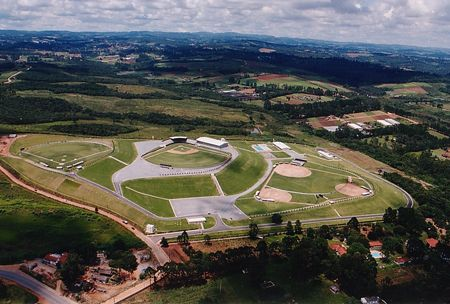
ヤクルト野球アカデミー

ヤクルト野球アカデミー（ヤクルトやきゅうアカデミー、ポルトガル語: Centro de Treinamento Yakult、略称: CT Yakult）は、ブラジルサンパウロ州のイビウーナ市にある野球選手の育成施設、野球場。ブラジル野球ソフトボール連盟とヤクルト商工（ヤクルト本社ブラジル現地法人）が共同運営し、12歳から18歳までの選手約40人が全寮制で野球を学んでいる。
1999年、ヤクルト商工がイビウーナに野球場を建設、翌2000年より開校した。敷地面積は約22万平方メートルで、大人用3面・子供用5面のグラウンドやトレーニングルーム・屋内練習場・選手宿舎などを有する。2009年までに300人から350人の卒業生を輩出し、そのうち約50人が日米でプレーしている。
アカデミーの在籍生は近隣の高校に通学するため、来日したブラジル人選手の出身高校は「カントリーキッズ高校」となっている場合が多い。

## 主な卒業生
（生年順）
- ラファエル・フェルナンデス[4]
- ディエゴ・フランカ
- アンドレ・リエンゾ[5]
- 金伏ウーゴ[6]
- 奥田ペドロ[7]
- 仲尾次オスカル[8]
- チアゴ・ビエイラ[9]
- ルーカス・ホジョ[10]
- ダニエル・ミサキ[11]

## 関係人物
- 佐藤允禧 - 校長。1983年以降野球ブラジル代表監督を務め[12]、2013年のワールド・ベースボール・クラシック代表ではコーチを務めた。佐藤滋孝の兄、ツギオ佐藤の父。
- 玉木重雄 - コーチ[8]。
- 瀬間仲ノルベルト - 卒業生として紹介されている[2]が、来日はアカデミー創設と同年だった[13]。
- 片山文男 - 卒業生として紹介されている[2]。